# Элегантный арлекин
Элегантный арлекин (Atelopus elegans) — вид жаб рода Atelopus из семейства Bufonidae.

## Описание
Длина тела самцов 21–23 мм, самок — 31–35 мм. Окраска тела тёмно-коричневая с красновато-коричневыми продольными полосами. Иногда от глаз до паха проходят белые продольные полосы.

## Распространение
Этот вид встречается на северо-западе Эквадора в провинциях Эсмеральдас, Имбабура и Пичинча на высоте от 300 до 1140 м над уровнем моря, а также на небольшом колумбийском острове Горгона, который находится в 30 км от колумбийского тихоокеанского побережья.
Вид обитает в низменных и предгорных влажных тропических лесах, не найден в деградированных средах обитания. Нерестится в потоках.